# Bethlehem, Indiana
Bethlehem este o comunitate neîncorporată din district civil omonim, Betlehem, din comitatul Clark, statul Indiana, Statele Unite ale Americii.
Localitatea se află la altitudinea de 143 m deasupra n.m.. Biroul poștal al comunității este vizitat des în preajma Crăciunului de către cei care doresc să aibă o ștampilă "Betleem" pe scrisorile și cărțile poștale de Crăciun.

## Istoric
hhh